# Milton Banana
Milton Banana (eigentlich Antônio de Souza, * 23. April 1935 in Rio de Janeiro; † 22. Mai 1999 ebenda) war ein brasilianischer Perkussionist und einer der führenden Schlagzeuger des Bossa Nova.

## Leben und Werk
Banana begann seine Karriere in Rio de Janeiro in den 1950er Jahren. Er begleitete mehrere Musiker und 1959 spielte er auf der ersten Aufnahme von Chega de Saudade von Antônio Carlos Jobim und Vinicius de Moraes, die als eine der ersten Bossa Novas gilt. Es folgten Aufnahmen mit João Gilberto und Stan Getz zum Album Getz/Gilberto im Jahr 1963 und mit Baden Powell (Tristeza on Guitar) für MPS 1966. Er gründete und leitete das Milton Banana Trio, das über 20 Alben veröffentlichte.